# Титулатура Великих Моголів

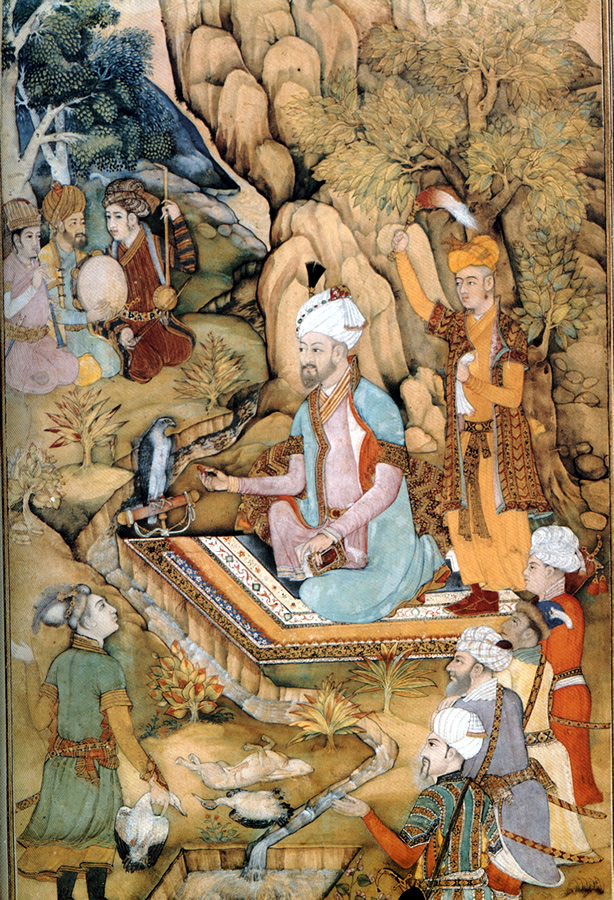
Захір ад-Дін Мухаммад Бабур — перший падишах Індії. Його повна титулатура була ще відносно короткою: ас-Султан аль-Азам ва-л-Хакан аль-Муккаррам Падшах-і-Газі.

Титулату́ра Вели́ких Мого́лів — являє собою набір титулів арабською, перською, тюркською мовами і на урду, використовуваних правителями Імперії Великих Моголів (1526—1857) у своєму тронному імені-титулі. Основою титулатури був перський титул падишах (падшах або бадшах), до якого приєднували синоніми іншими мовами (наприклад, шаханшах) та інші епітети, що вихваляють падишаха.
Наприклад, найвеличніший з Великих Моголів падишах Акбар I 1578 року використовував титул «Ісламський імператор, ватажок правовірних (Амір аль-мумінін), тінь Аллаха на землі (Зіллуллах), Батько перемоги (Абуль-Фатх), Велич віри (Джалал ад-Дін), Мухаммад Акбар, Падишах і Воїн ісламу (Падшах-і-газі), найсправедливіший, наймудріший, найбогобоязливіший правитель».
Основними титулами, які в різних комбінаціях використовували великі Моголи, були такі:
- Алам-Панах або Джахан-Панах — означає Дарувальник світу або Той, хто дає притулок Всесвіту.
- ас-Султан аль-Азам — арабське слово Азам (اعظم) перекладається як Великий, отже словосполучення означає Султан Великий; цей титул використано в титулатурі перших Великих Моголів: Бабура, Хумаюна, Шах-Джахана і Джаханґіра.
- Падшах-і-газі — складається з перського слова Падшах (Падишах) (پادشاه), що означає Повелитель царів (інакше кажучи, Імператор), і арабського слова Газі[en] (غازى) — воїн ісламу.
- Сахіб-у-Кіран-і-Сані — титул можна перекласти як Розкішний або Осяйне дороговказне світло. Арабське слово Сахіб (صاحب) означає правитель, Кіран на урду значить світло, а Сані — з фарсі перекладається як «Другий». Також, титул Сахібкіран носив Амір Темур. Титул використано в титулатурі Шах Джахана і Акбар Шаха II.
- Шаханшах — давньоперський титул Шаханшах (شاهشاه) перекладається як Цар царів. Його носили падишахи Акбар I, Шах Джахан I, Аламгір I, Джахандар-шах, Рафі-уд-Дараджат і Шах Джахан II.
- аль-Хакан аль-Мукаррам — тюрксько-монгольський титул Хакан (Каган) (خاقان) використовувли, щоб підкреслити своє походження від Чингізидів. Слово мукаррам можна перекласти з мови урду як бути шанованим.
- Зіллуллах — перекладається з арабської як Тінь Аллаха на землі.
- Амір аль-мумінін — Повелитель (ватажок) правовірних — мусульманський титул, що вказує на духовну владу правителя. Титул використовував, зокрема, падишах Акбар I.